# Берово (община)
Бе́рово (макед. Општина Берово) — община в Северной Македонии. Расположена на востоке страны у границы с Болгарией (историко-географический регион Малешево). Население составляет 13 941 человек (2002 год).
Административный центр — город Берово.
Площадь территории общины 598,07 км².
Кроме города Берово в состав общины входят ещё восемь сёл: Будинарци, Владимирово, Двориште, Мачево, Митрашинци, Ратево, Русиново и Смоймирово
Граничит с общинами Северной Македонии:
- на севере с Пехчево, Делчево и Виница
- на западе — с Радовиш
- на юго-западе с Василево
- на юге — с Босилово и Ново-Село.

На востоке граничит с общиной Струмяни Благоевградской области Болгарии.